# Arabes en Roumanie

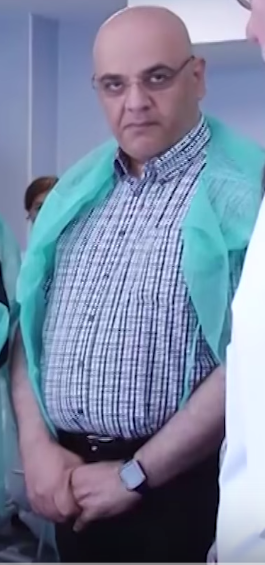
Raed Arafat.

Les Arabes en Roumanie (en roumain : Arabii din România) sont des personnes originaires de pays arabes qui vivent en Roumanie. Les premiers colons Fellah sont arrivés en 1831-1833 de la Syrie ottomane en Dobroudja. Ils se sont assimilés à la population turco-tatarienne. Certains d'entre eux sont venus en Roumanie à l'époque de Ceaușescu, lorsque de nombreux étudiants arabes ont obtenu des bourses pour étudier dans les universités roumaines. La plupart d’entre eux étaient des Libanais, des Syriens, des Palestiniens, des Irakiens, des Libyens, des Égyptiens et des Jordaniens. La plupart de ces étudiants sont retournés dans leur pays d'origine, mais certains sont restés en Roumanie et y ont fondé leur famille. On estime que près d’un demi-million d’Arabes du Moyen-Orient ont étudié en Roumanie dans les années 1980. Une nouvelle vague d'immigration arabe a commencé après la révolution roumaine. De nombreux Arabes nouvellement arrivés sont venus en Roumanie dans les années 1990 pour y développer leurs affaires. En outre, la Roumanie compte des personnes originaires de pays arabes qui ont le statut de réfugiés (notamment les réfugiés de la guerre civile syrienne) ou d'immigrants illégaux, principalement originaires d'Afrique du Nord, qui tentent d'immigrer vers l'Europe occidentale. En particulier, la crise des migrants en Europe a conduit des Syriens à venir en Roumanie, même si de nombreux Syriens vivaient déjà en Roumanie au moment de la crise.
En 2005, on estimait qu'environ 5 000 Arabes vivaient en Roumanie à cette époque (ce nombre comprend non seulement les Arabes mais aussi les Kurdes, les Iraniens, les Afghans, les Berbères, les Assyriens et d'autres). Cependant, depuis lors, davantage d’Arabes ont émigré vers la Roumanie. Par exemple, en 2017, la Roumanie a accordé le statut de résident à 1 330 Arabes, la plupart originaires de Syrie (près de la moitié), suivis par l’Irak. La plupart des Arabes en Roumanie sont musulmans, mais il y a aussi des Arabes chrétiens. Aujourd'hui, les Arabes de Roumanie viennent de nombreux pays arabes, notamment du Liban, de Syrie, de Tunisie, d'Égypte, d'Irak, ainsi que de petits groupes de Jordanie, d'Algérie, du Maroc, de Libye, des Territoires palestiniens, du Soudan, d'Arabie saoudite, de Somalie, d'Érythrée, du Yémen et de Mauritanie., Comores et Djibouti qui ont émigré de leur pays d'origine et résident actuellement en Roumanie.

## Personnalité notables
- Majda Aboulumosha, actrice (père libanais)
- Raed Arafat, médecin, fondateur du SMURD et ancien ministre roumain de la Santé

- Omar Arnaout (en), chanteur et musicien (père libanais)
- Ahmed Jaber, journaliste (père palestinien)
- Denise Rifai, journaliste (père jordanien)
- Dana Abed Kader (en), handballeur (père syrien)
- Glance Al-Masany, rappeur (père yéménite)
- Sorana Mohamad, chanteuse et actrice (père syrien)
- Yasin Hamed (en), footballeur (père soudanais)
- Andrei Bani (en)Andrei Bani, footballeur (père jordanien)
- Laura Nureldin (en), journaliste (père soudanais)
- Christian Sabbagh, journaliste (père libanais)
- Miryam, chanteuse (père palestinien)
- Amina Muaddi, créatrice de mode (père jordanien)